# Tiquicheo
Tiquicheo är en ort i Mexiko.   Den ligger i kommunen Tiquicheo de Nicolás Romero och delstaten Michoacán de Ocampo, i den södra delen av landet, 180 km väster om huvudstaden Mexico City. Tiquicheo ligger 388 meter över havet och antalet invånare är 3 446.
Terrängen runt Tiquicheo är huvudsakligen kuperad, men den allra närmaste omgivningen är platt. Tiquicheo ligger nere i en dal. Runt Tiquicheo är det glesbefolkat, med 19 invånare per kvadratkilometer. Tiquicheo är det största samhället i trakten. I omgivningarna runt Tiquicheo växer huvudsakligen savannskog.